# 莫三比克管竺鯛
莫三比克管竺鯛（學名：Siphamia mossambica），又稱莫三比克管天竺鯛，為輻鰭魚綱鈎頭魚目天竺鯛科管竺鯛屬下的一個種，分布於西印度洋肯亞到南非、塞席爾群島、科摩羅群島、馬達加斯加和模里西斯海域，深度5至26公尺，本魚體橢圓，體稍側扁，頭大、眼大、口大且斜裂，頜齒細小，鋤骨和腭骨通常具齒，舌上無齒，體被弱櫛鱗，前鰓蓋骨具鋸齒，尾鰭比例較小，身體呈現深棕黑色，身體上有幾排深色的斑點，魚鰭橙色，具有2個發光器官，背鰭2個，尾鰭叉形，背鰭硬棘8枚、背鰭軟條9枚、臀鰭硬棘2枚、臀鰭軟條8枚，體長可達4公分，棲息在有遮蔽的岩礁區，夜間活動，常躲藏在海膽刺中，屬肉食性，繁殖期時，雄魚具有口孵習性，卵約7日化成仔魚，由雄魚吐出，具短暫的仔魚飄浮期，生活習性不明。